# Бой под Кроянтами
Бой под Кроянтами (пол. Bitwa pod Krojantami) — кавалерийская атака польской армии против немецких войск в ходе польской кампании вермахта. Произошла 1 сентября 1939 года под Кроянтами. Польские войска, продвигаясь вдоль Восточно-Прусской железной дороги, в семи километрах от Хойнице атаковали немецкий отряд. Польская кавалерия вынуждена была отступить под пулемётным огнём. Эта битва стала частью большой серии боёв в борах Тухольских.
Сражение стало известным благодаря следующему факту: очевидцы, глядя на трупы убитых поляков, по непонятным причинам стали заявлять, что польские кавалеристы пытались повредить танки своим холодным оружием. Немецкая пропаганда стала использовать этот факт, доказывая абсолютное неумение поляков различать истинную и ложную информацию. С другой стороны, для запугивания противника поляки придумали миф, что поляки всё же разрубили хотя бы один танк или бронеавтомобиль холодным оружием, доказывая свою отчаянную храбрость и желание защищать свою Родину от захватчиков.

## Предыстория
Польские войска были брошены в битву в 5 часов утра 1 сентября 1939 года против 76-го пехотного полка из 20-й моторизованной дивизии вермахта, которая действовала на левом фланге 19-го танкового корпуса под командованием Гейнца Гудериана. Польская кавалерия всеми силами старалась задержать наступление немцев на Гданьск. Уже к 8 часам немцы прорвались через границу Польши южнее польских кавалеристов, что вынудило поляков немедленно отступить к линии обороны на реке Брда. 18-й Померанский уланский полк должен был прикрывать отступление.

## Бой
18-й уланский полк столкнулся с отрядом немецкой пехоты на равнине около Тухольского Бора и перекрёстка на железной дороге Хойнице-Руново. Полковник Казимир Масталеж дал распоряжение командиру 1-го эскадрона Евгению Свестяку в 19:00 подготовить засаду и атаковать силами двух эскадронов (250 человек) немецкие силы. В резерве оставались ещё два эскадрона и бронетанковый отряд из танкеток TKS и TK-3.
Первоначально атака оказалась успешной, поскольку немцы разбежались, и поляки заняли равнину. Однако на помощь немцам пришли бронеавтомобили из 20-го разведывательного отряда Sd.Kfz.222 и Sd.Kfz.231. Пулемётный огонь заставил поляков спешно отступить на ближайшую возвышенность. Во время отступления погибли и Свестяк, и Масталеж, а всего же поляки потеряли около трети личного состава. Впрочем, это замедлило продвижение немцев и помогло полякам отправить силы из 1-го стрелкового батальона и батальона «Черск» к Хойнице.
Атака польской кавалерии произвела впечатление на немцев и вынудила их перейти временно к обороне, в течение которой должно было произойти тактическое отступление. Однако Гудериан немедленно отменил это распоряжение: в мемуарах он назвал глупостью то, что «отряд солдат в шлемах готовил противотанковую пушку против отражения атаки польских кавалеристов». Также, по его словам, «паника в течение первого дня быстро прошла».

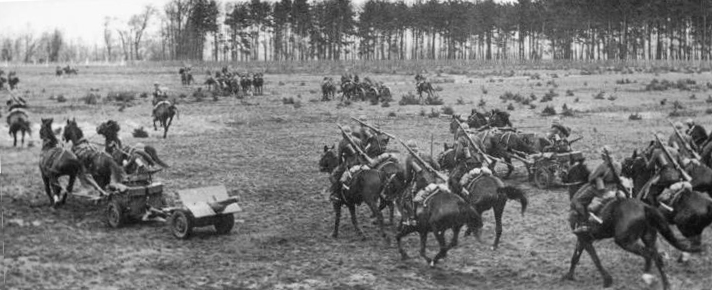
Польская кавалерия
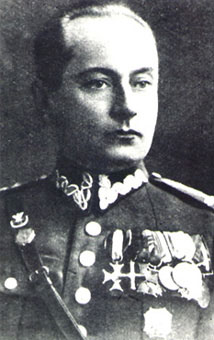
Казимир Масталеж
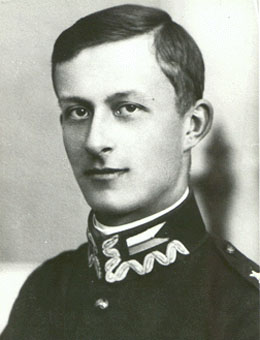
Евгений Свестяк

## Последствия и мифы
Польская кавалерия на день задержала наступление немцев, и войска оперативной группы «Черск» получили шанс для отхода. Впрочем, немцы оправились от такого удара в течение нескольких часов. 18-й полк по приказу генерала Станислава Гжмот-Скотницкого был награждён орденом Virtuti Militari за храбрость, проявленную в бою.
В тот же день немецкие военные корреспонденты и их итальянские коллеги исследовали поле боя (а также трупы польских солдат). Итальянский журналист Индро Монтанелли принялся за написание статьи о битве и написал о мужестве и героизме польских солдат, которые бросились на немецкие танки с саблями и пиками. Хотя ничего подобного не происходило в реальности, эта выдумка стала распространяться со стремительной скоростью: в немецком журнале «Die Wehrmacht» от 13 сентября было отмечено, что польские войска серьёзно недооценили мощь немецкой армии; польская пропаганда заявляла, что немецкая бронетехника вообще не была бронирована, чем и пытались воспользоваться польские войска. В послевоенные годы в СССР событие расценивалось как образец глупости и безрассудства польских командиров, которые пролили кровь невинных солдат и вообще не были готовы к войне.
По заявлению Джорджа Парада:
В отличие от заявления немецкой пропаганды, польские кавалерийские бригады никогда не нападали на танки, будучи вооруженными саблями и пиками, поскольку у них были противотанковые орудия 37-мм калибра (например, Bofors wz.36, носивший название в Великобритании Ordnance Q.F. 37 mm Mk I), и такие орудия могли пробивать 26-мм броню на расстоянии 600 м под углом 30 градусов. Кавалерийские бригады в то время реорганизовывались и становились моторизированными бригадами.
Ещё одним оружием было противотанковое ружье wz.35 калибра 7,92-мм. Ружьё пробивало 15-мм броню на расстоянии 300 м под углом 30 градусов. В 1939 году немцы были вооружены танками Pz.I и Pz.II, которые были уязвимы против такого оружия.